# Байгалы
Байгалы — деревня в Тегульдетском районе Томской области России. Входит в состав Тегульдетского сельского поселения. Население 26 чел. (2021) .

## География
Находится на востоке региона, граничащей с Красноярским краем. Одна улица — Байгалинская.
Климат
Находится на территории, приравненной к районам Крайнего Севера.

## История
В соответствии с Законом Томской области от 9 сентября 2004 года № 197-ОЗ деревня вошла в состав муниципального образования Тегульдетское сельское поселение.

## Население
| 1926 | 2002 | 2010 | 2012 | 2013 | 2014 | 2015 | 2021 |
| ---- | ---- | ---- | ---- | ---- | ---- | ---- | ---- |
| 161  | ↘88  | ↘52  | →52  | →52  | →52  | ↘50  | ↘26  |

## Инфраструктура
Личное подсобное хозяйство.

## Транспорт
Проходит дорога регионального значения Большедорохово — Тегульдет (69К5).